# Drommedaris

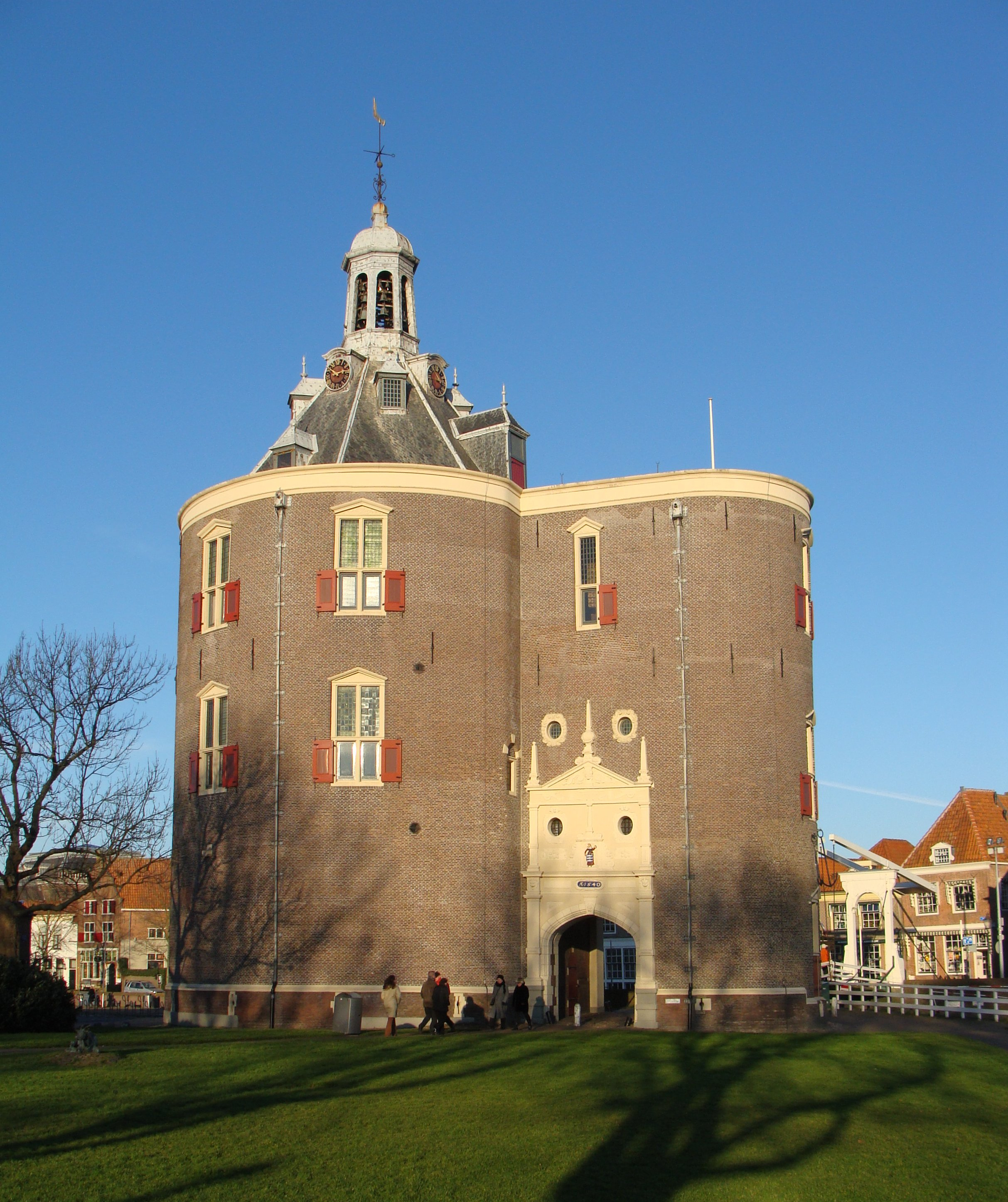
Drommedaristoren im Hafen

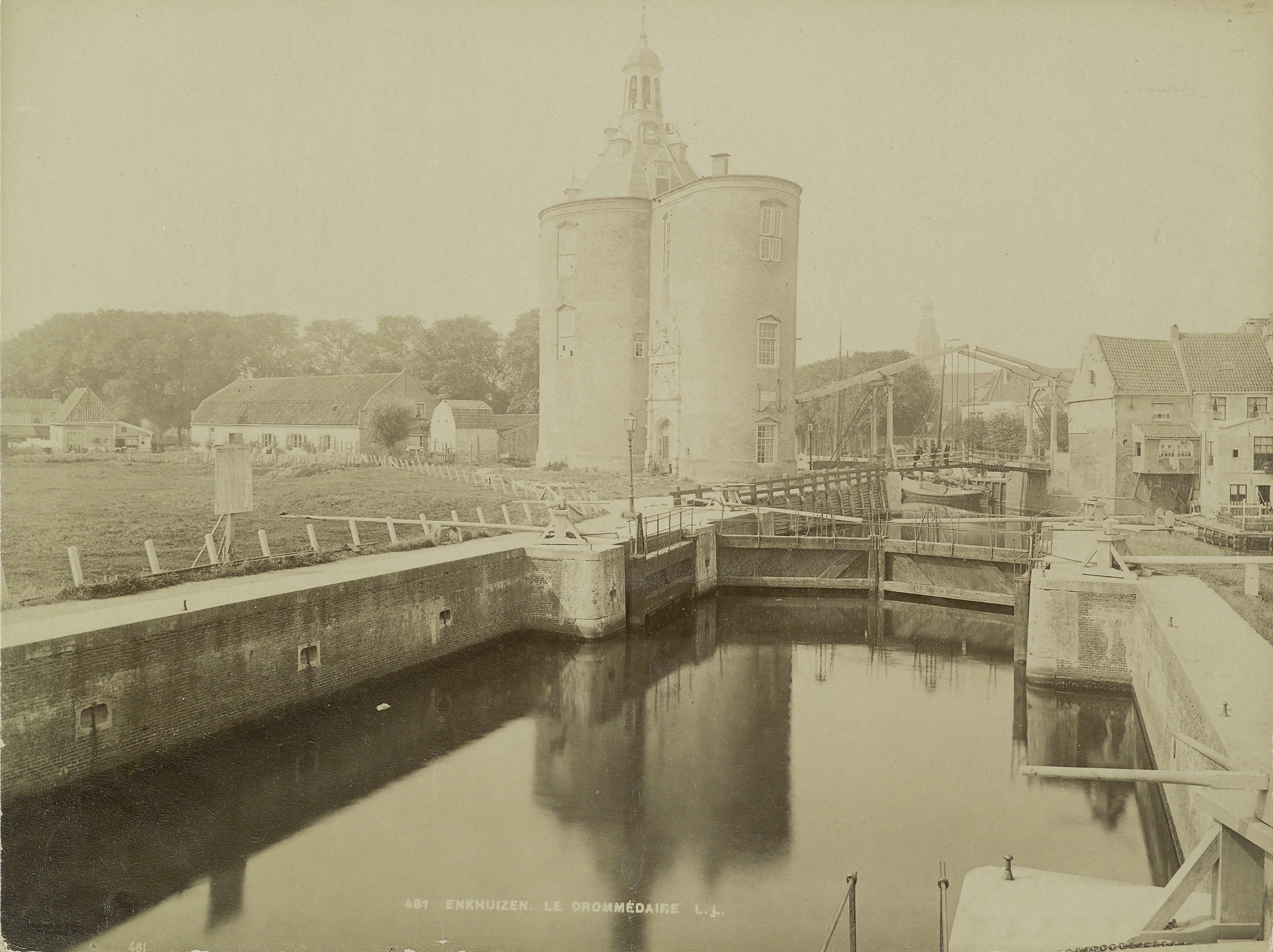
Drommedaristoren im 1870

Das Drommedaris ist das bekannteste Gebäude der niederländischen Stadt Enkhuizen.
Es diente lange Zeit als Wehrtor und beschützte den Eingang des Hafens. Der Bau aus dem Jahr 1540 mit seinen Schießscharten diente der Bewachung des Hafens und wurde als Wachkaserne und Gefängnis genutzt. Um 1648 erfolgte eine Erhöhung auf die heutige Höhe. Restaurierungen erfolgten in den Jahren 1914–1915, 1956, 1963–1973 und von 2012 bis 2015.
Seit 1953 finden hier kulturelle Veranstaltungen statt.